# Giacomo Serra
Giacomo Serra (Gênova, 1570 - Roma, 19 de agosto de 1623) foi um cardeal do século XVII

## Biografia
Nasceu em Gênova em Por volta de 1570. Terceiro dos seis filhos de Antonio Maria Serra, deputado do Nobile Vecchio Portico di Genova , e Claudia Lomenelli, de família patrícia. Os outros irmãos eram Francesco (senador), Maria, Giovanni Battista *embaixador na Espanha), Scipione e Paolo Maria (senador). Ele também tinha uma meia-irmã, Antonia (ilegítima). Tio-avô do cardeal Niccolò Serra (1766). Tio-tataravô do cardeal Francesco Serra Casano (1831).
Foi para Roma. Clérigo da Câmara Apostólica, ca . 13 de janeiro de 1601. Presidente delle Armi . Governador de Borgo, durante a segunda sede vaga de 1605. Núncio extraordinário e comissário das tropas papais na Hungria, 1608. Tesoureiro geral da Câmara Apostólica, 17 de dezembro de 1608. Referendário dos Tribunais da Assinatura Apostólica de Justiça e Graça , 1609..
Criado cardeal diácono no consistório de 17 de agosto de 1611; recebeu o chapéu vermelho em 20 de agosto de 1611; e a diaconia de S. Giorgio em Velabro, 12 de setembro de 1611. Legado em Ferrara, 16 de setembro de 1615, por um triênio; legação prorrogada em 1618; permaneceu como legado até sua morte. Optou pela ordem dos presbíteros e pelo título de S. Maria della Pace, em 28 de setembro de 1615. Participou do conclave de 1621, que elegeu o Papa Gregório XV. Participou do conclave de 1623, que elegeu o Papa Urbano VIII..
Morreu em Roma em 19 de agosto de 1623. Enterrado em seu título, S. Maria della Pace..